# بلدة ماونت هالي (ميشيغان)
ماونت هالي (بالإنجليزية: Mount Haley Township, Michigan)‏ هي بلدة تقع بولاية ميشيغان في الولايات المتحدة. تبلغ مساحتها 61.6 (كم²)، وترتفع عن سطح البحر 203 م، بلغ عدد سكانها 1678 نسمة في عام تعداد الولايات المتحدة 2010 حسب إحصاء مكتب تعداد الولايات المتحدة وتصل الكثافة السكانية فيها 26.9 نسمة/كم2.

## وصلات خارجية
- http://www.mthaleytownship.org
- The US50 - Cities and Towns in Michigan State
- Michigan Cities and Towns, Facts, Map, Flag, Colleges, Government, and More